# Ahmed Mohammed Khan
Pour les articles homonymes, voir Khan (homonymie).
Ahmed Mohammed Khan, né le 24 décembre 1926 à Bangalore et mort le 27 août 2017, est un footballeur indien. 
Il évoluait au poste d'attaquant.

## Biographie
Ahmed Mohammed Khan est international indien et participe aux Jeux olympiques de 1948 puis de 1952. Il inscrit un but lors du tournoi olympique en 1952. 
Il remporte les Jeux asiatiques de 1951 et participe ensuite aux Jeux asiatiques de 1954.